# Ihlbecker Kanal
Der Ihlbecker Kanal ist ein 6,4 Kilometer langer Wasserlauf im Nordosten des Landkreises Cuxhaven.
Der Kanal speist sich aus den Gräben im Moor von Ihlbeck und dort vor allem aus dem Neuen Ihlbeck. Der Kanal fließt dann nach Nordosten und ist über Gräben auch mit dem Basbecker Schleusenfleth verbunden. Der Kanal verläuft längs Bornberg, dort unter der Bundesstraße 73 und der Niederelbebahn her und mündet dann im Nordwesten von Kleinwörden in die Oste. Dort befindet sich ein Pumpwerk, das dazu beiträgt, dass das Wasser aus dem niedrigen Hinterland weggefördert wird. Das Pumpwerk wurde 1934 gebaut.
Der Ihlbecker Schleusenverband ist für den Unterhalt des Ihlbecker Kanals und die umliegenden Wasserläufe zuständig. Das Gebiet umfasst insgesamt 930 Hektar.